# Condado de Davis (Iowa)
El condado de Davis (en inglés: Davis County, Iowa), fundado en 1843, es uno de los 99 condados del estado estadounidense de Iowa. En el censo de los Estados Unidos de 2020 tenía una población de 9110 habitantes con una densidad poblacional de 17,4 6.7 personas por milla² (6,7 por km²). La sede del condado es Bloomfield.

## Geografía
Según la Oficina del Censo, el condado tiene un área total de 1308 km² (505 mi²), de la cual 1303 km² (503,1 mi²) es tierra y 4 km² (1,5 mi²) es agua.

### Condados adyacentes
- Condado de Wapello norte
- Condado de Monroe noroeste
- Condado de Van Buren este
- Condado de Jefferson noreste
- Condado de Scotland, Misuri sureste
- Condado de Schuyler, Misuri suroeste
- Condado de Appanoose oeste

## Demografía
En el 2000 la renta per cápita promedia del condado era de $32 864, y el ingreso promedio para una familia era de $40 982. El ingreso per cápita para el condado era de $15 127. En 2000 los hombres tenían un ingreso per cápita de $26 818 contra $21 726 para las mujeres. Alrededor del 11,90% de la población estaba bajo el umbral de pobreza nacional.
| 1900   | 1910   | 1920   | 1930   | 1940   | 1950 | 1960 | 1970 | 1980 | 1990 | 2000 |
| ------ | ------ | ------ | ------ | ------ | ---- | ---- | ---- | ---- | ---- | ---- |
| 15 620 | 13 315 | 12 574 | 11 150 | 11 136 | 9959 | 9199 | 8207 | 9104 | 8312 | 8541 |

## Lugares

### Ciudades
- Bloomfield
- Drakesville
- Floris
- Pulaski

### Otra localidad
- West Grove

### Principales carreteras
- U.S. Highway 63
- Carretera de Iowa 2
- Carretera de Iowa 202